# Wiewiórka szara
Wiewiórka szara (Sciurus carolinensis) – gatunek ssaka z rodziny wiewiórkowatych (Sciuridae). Występuje we wschodniej i środkowo-wschodniej części Stanów Zjednoczonych oraz na południowo-wschodnim obszarze Kanady. Introdukowana we Włoszech, Irlandii i Wielkiej Brytanii.
Gatunek inwazyjny.

## Morfologia

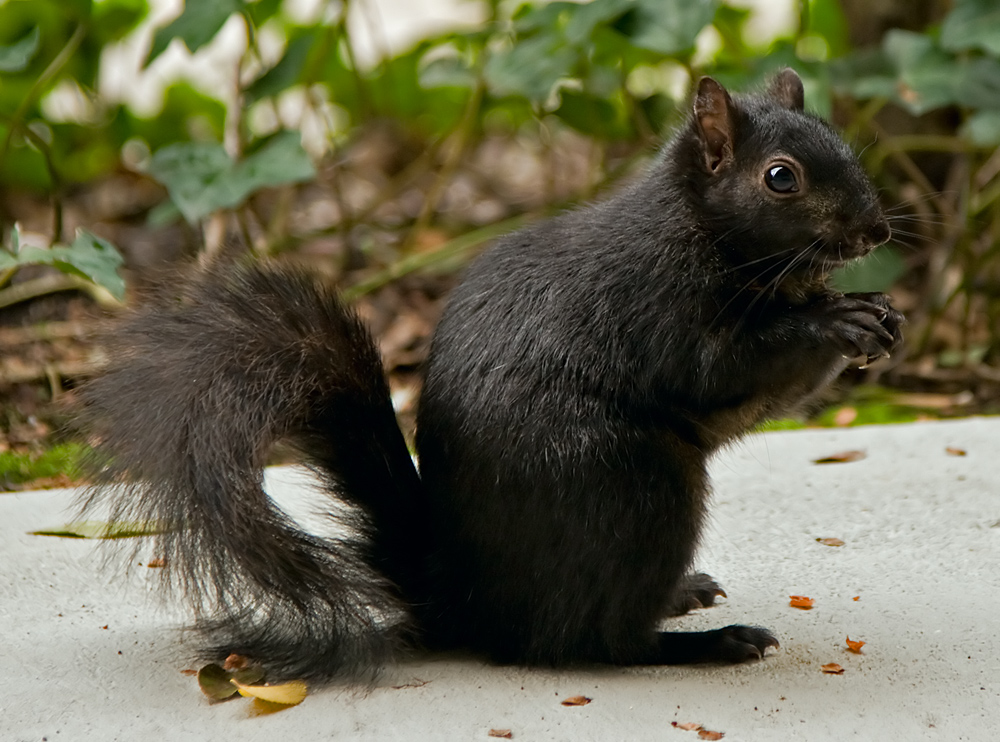
Melanistyczna wiewiórka szara w Santa Clara (Kalifornia)

Futro ubarwione jest srebrno-szaro, grzbiet może mieć odcień szaroczarny. Czasami futro ma lekko czerwonawy odcień. Występują też często osobniki o ubarwieniu czarnym szczególnie w południowo-wschodniej Kanadzie.
Wiewiórka szara osiąga długość ciała około 30 centymetrów, waży od 400 do 710 gramów. Ogon zazwyczaj ma długość 20 centymetrów.

## Rozród

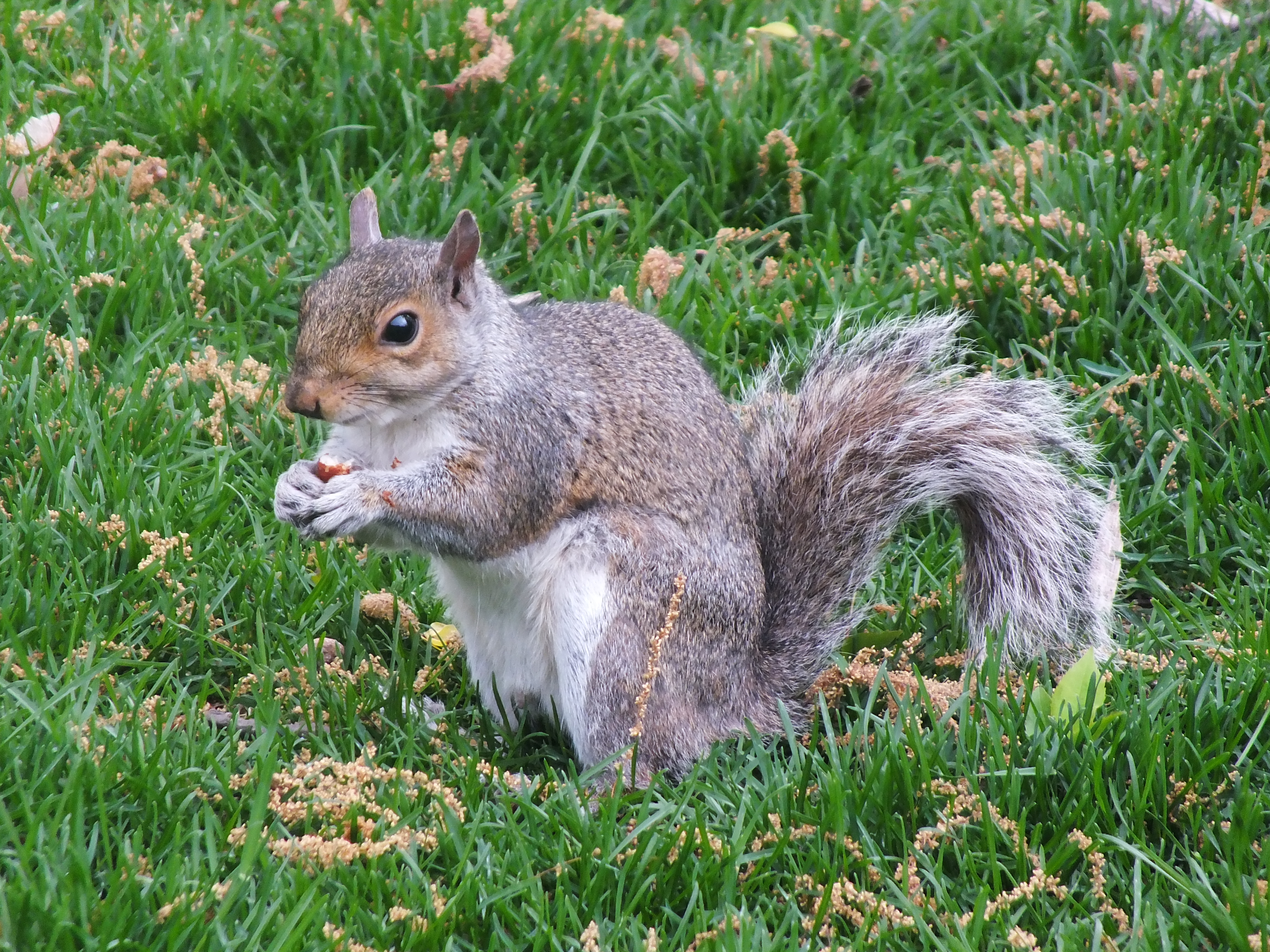
Wiewiórka szara w Nowym Jorku

Samica jest zdolna do rozrodu trzy razy w roku, najczęściej poród odbywa się między styczniem a wrześniem.
Samce nie uczestniczą w wychowywaniu miotów; opuszczają samicę po sparzeniu.
Ciąża trwa od 42 do 45 dni. Młode po narodzeniu są nieowłosione i ślepe, zależne od mleka matki przez około 7 tygodni życia.
Po tym okresie stopniowo przestawiają się na stały pokarm oraz nabywają zdolności do samodzielnego życia. Około miesiąc później ostatecznie opuszczają gniazdo.

## Ekspansja w Europie

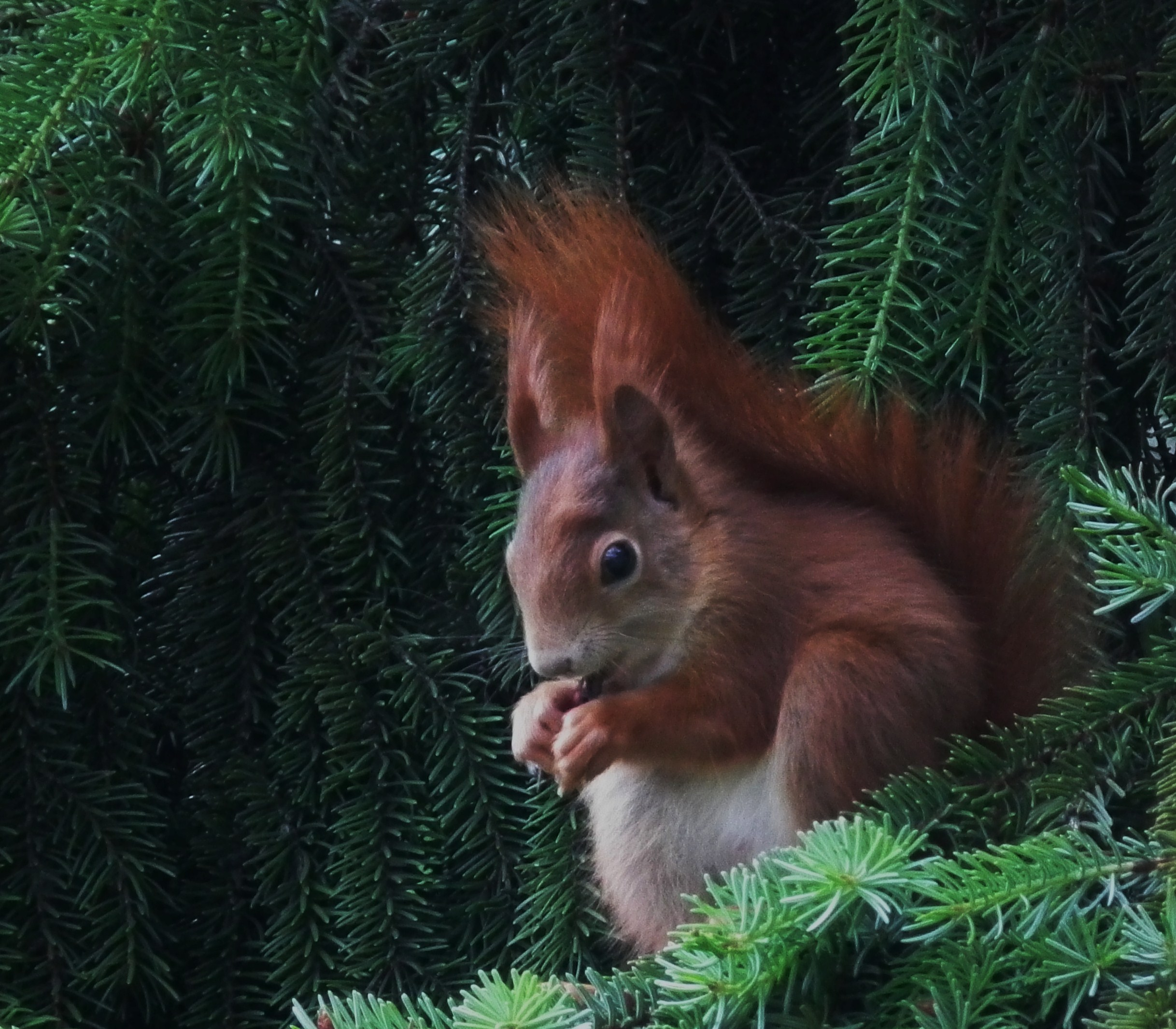
Wiewiórka pospolita, zagrożona ekspansją wiewiórki szarej

Poza jej naturalnym zasięgiem występowania we wschodniej części USA i Kanady, występuje licznie w Wielkiej Brytanii i Irlandii oraz na wyspowych stanowiskach w północno-zachodniej części Włoch, gdzie stanowi gatunek inwazyjny. Na zajmowanych obszarach w znacznym stopniu lub całkowicie eliminuje populacje rodzimej w Europie wiewiórki pospolitej. Mechanizm wypierania opiera się na konkurencji o pokarm oraz roznoszeniu śmiertelnego dla wiewiórki pospolitej wirusa znanego pod angielską nazwą „Squirrel poxvirus”. Przewiduje się w najbliższych dziesięcioleciach dalszą ekspansję wiewiórki szarej na tereny Europy Środkowej.

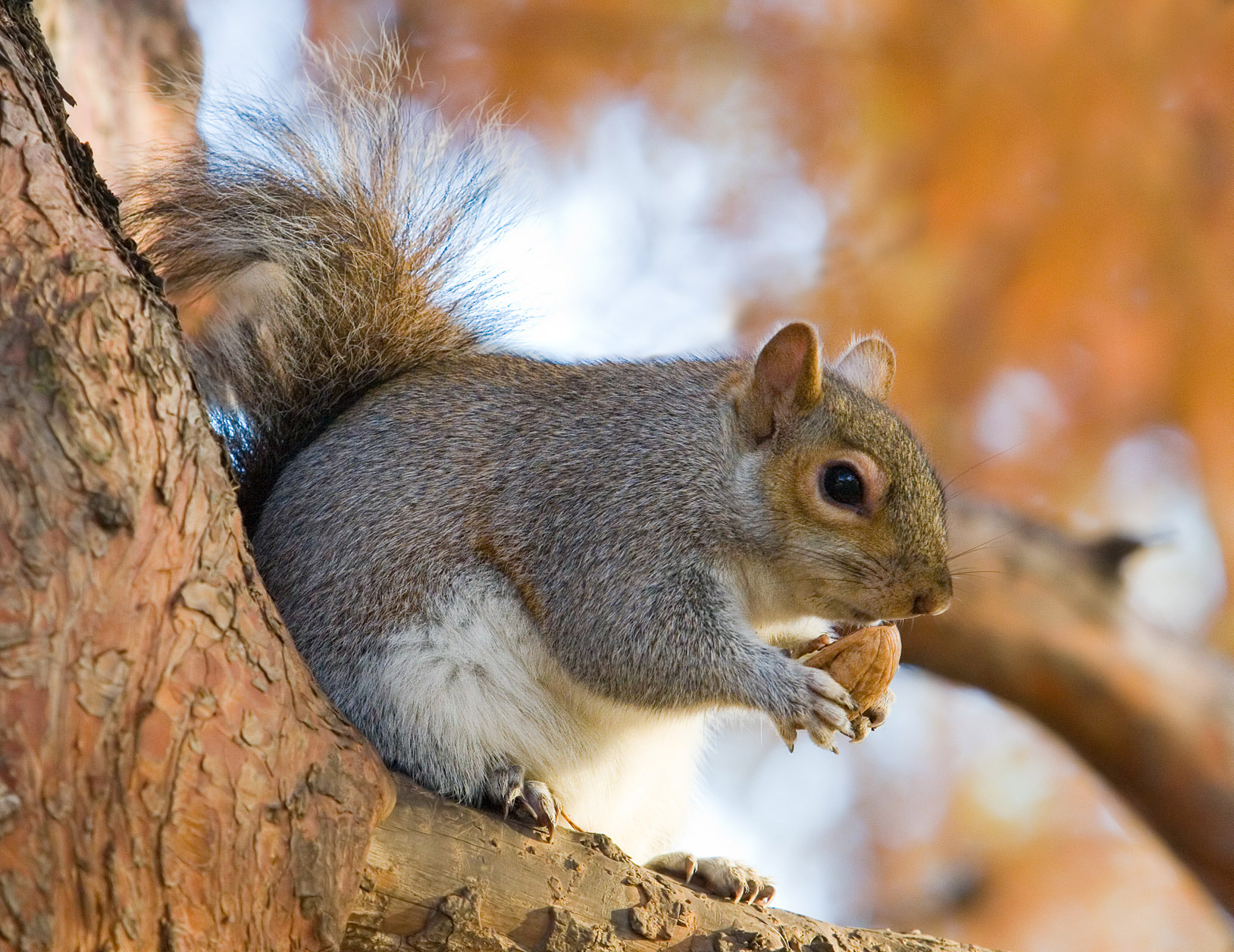
Wiewiórka szara w St. James’s Park w Londynie

Na Wyspach Brytyjskich pierwszej z kilku introdukcji dokonano w roku 1889, kiedy to w hrabstwie Bedfordshire wypuszczono na wolność około 350 tych gryzoni. Od tego momentu większe i silniejsze wiewiórki szare stale zasiedlały tereny podległe rudym wiewiórkom, spychając je na uboższe w pokarm terytoria. Ssaki te zaaklimatyzowały się tak dobrze, że obecnie populację tych wiewiórek w Wielkiej Brytanii szacuje się na kilka milionów. Zasiedlają głównie nizinne lasy liściaste, podczas gdy wiewiórki rude w Wielkiej Brytanii egzystują dziś głównie w lasach iglastych, w górach. Próby przywrócenia wcześniejszej populacji wiewiórki rudej za każdym razem okazywały się bezskuteczne. We Włoszech gatunek po raz pierwszy został introdukowany w Piemoncie w 1948 roku a w 2001 roku areał jego występowania wynosił już około 450 kilometrów kwadratowych.
Negatywny wpływ wiewiórki szarej na ekosystemy zajmowanych terenów, poza wypieraniem wiewiórki pospolitej, wynika z nieco innej niż u wspomnianego gatunku strategii żerowania. W okresach niedoboru pokarmu wiewiórki szare zgryzają korę i zjadają głębiej położone tkanki powodując poważne osłabienie drzew i ułatwiając ich zasiedlanie przez szkodliwe w leśnictwie grzyby i owady. Mogą też negatywnie wpływać na lęgi ptasie pożerając jaja. Dodatkowym zagrożeniem związanym z ich obecnością jest potencjalna możliwość przenoszenia się na ludzi wirusa „Squirrel poxvirus”.

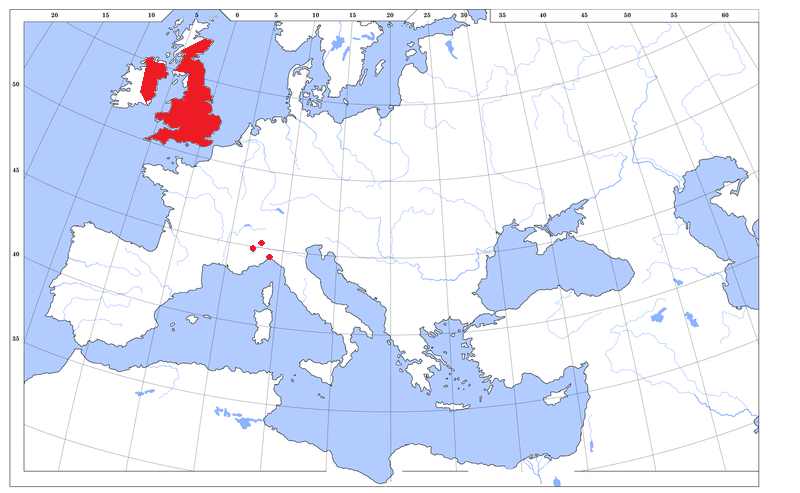
Przybliżony zasięg wiewiórki szarej w Europie w 2006 roku

Obecnie tempo ekspansji wiewiórki szarej, zarówno w na Wyspach Brytyjskich jak i we Włoszech szacowane jest na średnio 17-18 kilometrów kwadratowych rocznie, może jednak osiągać nawet 250 kilometrów kwadratowych rocznie w dogodnych siedliskach i przy obecności korytarzy leśnych. Ocenia się, że rozrastające się populacje z Piemontu będą stopniowo kolonizować coraz większe obszary kontynentalnej części Europy oraz Półwyspu Apenińskiego. W Wielkiej Brytanii prowadzi się zdecydowaną akcje tępienia gatunku, polegającą na odstrzale, zakładaniu pułapek i niszczeniu gniazd. We Włoszech stosuje się jedynie odłów żywych osobników w celu ich późniejszego uśpienia. Nasilenie akcji zostało tam zablokowane z powodu protestów ruchów broniących praw zwierząt.